# Karl Schuchart

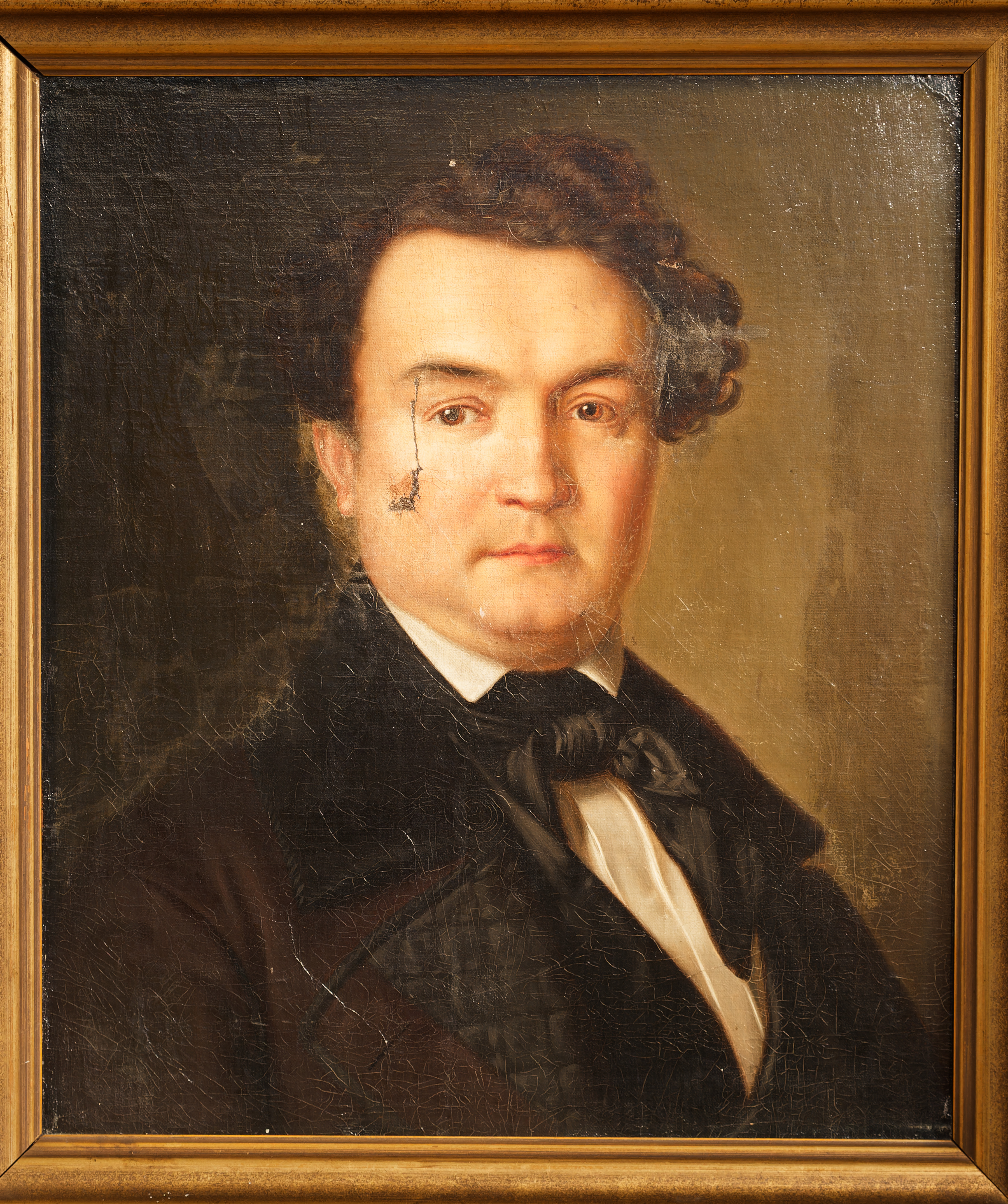
Porträt im Iserlohner Stadtmuseum

Karl August Michael Schuchart (* 8. Dezember 1806 in Heiligenstadt; † 10. Oktober 1869 in Iserlohn) war 1848 Mitglied des Vorparlaments und spielte 1849 eine zentrale Rolle während des Iserlohner Aufstandes.

## Leben
Karl Schuchart wurde in Heiligenstadt im Eichsfeld geboren. Nach dem Studium der Rechtswissenschaften und nach einer Tätigkeit als Richter wurde er Justizkommissar, d. h. Rechtsanwalt und Notar.
Ab 1842 lebte er in Iserlohn und zählte bald zu den angesehenen Bürgern der Stadt. Er trat aus der katholischen Kirche aus und wurde Mitbegründer der deutschkatholischen Kirche in Iserlohn, die bald 300 Mitglieder hatte, insbesondere aus der Arbeiterschaft. Bevor die Gemeinde einen eigenen Geistlichen hatte, trat er gelegentlich als Prediger auf.
Nachdem er im Jahr 1847 an einer Sitzung des Vereinigten Landtages in Berlin teilgenommen hatte, ohne Mitglied der Versammlung zu sein, wurde er aus Berlin ausgewiesen. Nach dem Beginn der Märzrevolution wählte die Iserlohner Stadtverordnetenversammlung ihn zum Mitglied des Vorparlaments. Im Sommer des Jahres 1848 gründete er in Iserlohn einen politischen Club, der für eine konstitutionelle Monarchie auf demokratischer Grundlage eintrat. Ziel war es vor allem, die Märzerrungenschaften zu bewahren.
Im April 1849 unterzeichnete er mit Carl Overweg und anderen ein Schreiben an die konterrevolutionäre Regierung in Berlin, in dem die Regierung zum Rücktritt aufgefordert wurde, während man sich gleichzeitig zur Paulskirchenverfassung bekannte.
Während des Iserlohner Aufstandes im Mai 1849 spielte Schuchart eine wichtige Rolle. Zu Beginn warnte er die Landwehrmänner vergeblich, den Dienst zu verweigern, weil er befürchtete, dass über Iserlohn der Belagerungszustand verhängt werden könnte. Er gehörte einer Delegation an, die nach Ausbruch der Unruhen mit dem Oberpräsidenten in Münster verhandeln sollte. Vor der Abreise veröffentlichte er eine Bekanntmachung, in der er die Ziele deutlich machte. Darin wurden die Rücknahme der Einberufung der Landwehrmänner, der Verzicht auf eine militärische Besetzung der Stadt und eine Amnestie der betroffenen Landwehrleute gefordert. Dieser Versuch der Deeskalation scheiterte aber.
Nach seiner Rückkehr wurde er von gemäßigten Bürgern gedrängt, den Vorsitz des Sicherheitsausschusses der Stadt zu übernehmen. Er sah darin eine Möglichkeit, den Aufruhr zu kanalisieren. Er bemühte sich, die Aufständischen in der Stadt mit Munition zu versorgen. Seine Tätigkeit stieß aber bald auf Unmut in radikaleren Kreisen. Am 14. Mai wurde er von einer wütenden Menge bedroht. Er forderte sie auf: „Schießt zu, wenn ihr wollt.“
Nach der Niederschlagung des Aufstandes wurde er zusammen mit Carl Wilhelm Tölcke und anderen in Wesel des Hochverrats angeklagt, letztlich aber freigesprochen. Danach lebte er wieder als Anwalt in Iserlohn.